# Mục Dã
Mục Dã (chữ Hán giản thể: 牧野区, Hán Việt: Mục Dã khu) là một quận của địa cấp thị Tân Hương (新乡市), tỉnh Hà Nam, Cộng hòa Nhân dân Trung Hoa. Hồng Kỳ có diện tích 80 km2, dân số năm 2002 là 270.000 người. Mã số bưu chính của Hồng Kỳ là 453002, quận lỵ tại đường Học viện.
Hồng Kỳ được chia thành các đơn vị hành chính gồm 6 nhai đạo: Tân Huy Lộ, Vệ Bắc, Vinh Hiệu Lộ, Bắc Cán Đạo, Đông Cán Đạo, Hoa Viên và Hoà Bình; trấn Vương Thôn, hương Mục Dã